# Beisfjorden (Narvik)
Beisfjorden  (nordsamisk: Ušmá) er en  fjordarm  af Ofotfjorden i Narvik kommune i Nordland fylke i Norge. 
Fjorden, der er op til 44 meter dyb,  har indløb mellem Framnesodden på Narvik-halvøen i nord og Ankenesstrand i syd og strækker sig 11,5 kilometer i sydøstlig retning  mod fjordbunden ved byen Beisfjord. På nordsiden af fjorden ligger Narvik-bydelen Fagernes med Øra og på sydsiden ligger byen Ankenesstrand.

## Beisfjordens geografi
Fjorden har en bredde på omtrent to kilometer  ved indløbet, der hvor den danner det ydre bassin i Narvikbugten med en rummelig naturlig havn efter at have rundet Narvik-halvøen.  Ved den lavvandede Fagernesstraumen (Čoalbmi) bliver den straks så smal som omtrent 230 meter. Området ved sundet er blevet opfyldt i de senere år for at give plads til Fagernesterminalen og en malmudskibningskaj. Fra Fagernesstraumen fortsætter den "egentlige" Beisfjorden, som strækker sig ca. 8 km videre ind mellem Fagernesfjellet, Beisfjordtøtta og Resmålsaksla på nordsiden og Ankenesfjellet på sydsiden. Mølnelva og Lakselva har udløb i fjordbunden.

## Kommunikation
- E6 går langs den nordlige ydre del af fjorden og krydser Fagernesstraumen via den 373 meter lange Beisfjordbrua.
- Fv751 går langs nordsiden fra Fagernes, via Øra, til Beisfjord.

- Mellem 1927 og 1930 gik der en passagerfærge over Beisfjorden. Fra 1930 gik der bilfærge, som blev erstattet af en midlertidig bro i 1943, og derefter den permanente  som blev bygget i slutningen af 1950'erne.